# Ice Memory
Ice Memory es un proyecto promovido por glaciólogos franceses e italianos para preservar muestras de los glaciares en peligro de desaparición por el Cambio climático. El objetivo es la creación de una biblioteca mundial para que futuros científicos puedan estudiar el clima de la Tierra. Los glaciares guardan información de varios miles de años sobre variaciones del clima y composición atmosférica, cambios de temperatura, concentraciones atmosféricas de gases de efecto invernadero, emisiones de aerosoles naturales y de contaminantes de origen humano. Las muestras se guardarán en 2021 en un pozo en la base Concordia (Antártida) a -54 °C donde se preservarán durante siglos. En agosto de 2016 un equipo internacional de glaciólogos e ingenieros (franceses, italianos, rusos y norteamericanos) iniciaron la extracción de la primera muestra de hielo en el glaciar del Col du Dôme, a 4.300 metros de altura, en el macizo del Mont Blanc (Francia), consiguiendo tres testigos de hielo, de 126, 128 y 129 metros, dos de los cuales irán al almacén en la Antártida, mientras el tercero se analiza y almacena en un almacén frigorífico en Grenoble.

## Organismos científicos del proyecto
La Universidad Grenoble Alpes, el CNRS, el IRD, el CNR (Italia), Universidad Ca’Foscari y la Fundación Universidad Grenoble Alpes, el IPEV, el PNRA y la Comunidad Universidad Grenoble Alpes.

## Calendario de eventos
2015: Lanzamiento del proyecto ICE MEMORY
Agosto de 2016: Primera perforación en el Col du Dôme, Francia.
Febrero de 2017: Patrocinio de la Comisión Nacional francesa de la UNESCO y de la Comisión Nacional Italiana de la UNESCO
Marzo de 2017: Lanzamiento internacional en la UNESCO París
Mayo-junio de 2017: Expedición Illimani, Bolivia
2018-2019: Análisis de las muestras y creación de una base de datos
2020: Creación de la bodega en Concordia, Antártida
2021: Transporte y almacenamiento de las primeras muestras patrimoniales